# Rhein-Neckar Löwen
Rhein-Neckar Löwen é um clube de handebol de Mannheim , Alemanha . O clube foi fundado em 2002 como uma fusão do TSG Kronau e TSG Baden Östringen , competindo inicialmente sob o nome de SG Kronau / Östringen . Atualmente, Rhein-Neckar Löwen compete no Campeonato Alemão de Handebol.

## Titulos
Lista atualizada em 2013. 
- Copa Da EHF: 1
  - 2012/2013

## Elenco 2013/2014
Lista Atualizada em 2013. 
| Nr. | Nacionalidade | Nome                      |
| --- | ------------- | ------------------------- |
| 12  | Croácia       | Roko Peribonio            |
| 16  | Montenegro    | Goran Stojanović          |
| 20  | Dinamarca     | Niklas Landin Jacobsen    |
| 29  | Alemanha      | Jonas Maier               |
| 2   | Suíça         | Andy Schmid               |
| 3   | Alemanha      | Uwe Gensheimer            |
| 4   | Alemanha      | Oliver Roggisch           |
| 5   | Sérvia        | Žarko Šešum               |
| 6   | Espanha       | Isaías Guardiola          |
| 9   | Sérvia        | Nikola Manojlović         |
| 10  | Alemanha      | Tim Suton                 |
| 11  | Islândia      | Stefán Rafn Sigurmannsson |
| 13  | Rússia        | Sergej Gorbok             |
| 18  | Noruega       | Bjarte Myrhol             |
| 19  | Alemanha      | Marius Steinhauser        |
| 24  | Alemanha      | Patrick Groetzki          |
| 25  | Islândia      | Rúnar Kárason             |
| 26  | Alemanha      | Michel Abt                |
| 30  | Espanha       | Gedeón Guardiola          |
| 32  | Islândia      | Alexander Petersson       |
| 38  | Alemanha      | Kevin Bitz                |
| 60  | Suécia        | Kim Ekdahl Du Rietz       |